# Chris Barber
Donald Christopher "Chris" Barber OBE, född 17 april 1930 i Welwyn Garden City, Hertfordshire, England, död 2 mars 2021, var en brittisk trombonist, som var ledare för The Big Chris Barber Band. De hade en stor hit med "Petite Fleur". 
Långt upp i hög ålder verkade Chris Barber fortfarande som en kraftfull ledare för sitt 11-mannaband och turnerade Europa runt för utsålda salonger.

## Diskografi (urval)
- New Orleans Joys (Chris Barber Jazz Band med Lonnie Donegan Skiffle Group) (1954)
- Bestsellers: Chris Barber & Papa Bue's Viking Jazzband (1954)
- Original Copenhagen Concert (1954)
- Chris Barber in Concert (1956)
- Chris Barber Plays, Vol. 1 (1955)
- Chris Barber Plays, Vol. 2 (1956)
- Chris Barber Plays, Vol. 3 (1957)
- Chris Barber Plays, Vol. 4 (1957)
- Chris Barber in Concert, Vol. 2 (1958)
- Chris Barber American Jazz band (1960)
- In Budapest (1962)
- Louis Jordan Sings (1962)
- Live in East Berlin (1968)
- Chris Barber & Lonnie Donegan (1973)
- Golden Hour of Chris Barber and his jazz Band featuring Vocals by Ottilie Patterson and Clarinet by Monty Sunshine  (1974)
- Echoes of Ellington, Vol. 1 (1976)
- Echoes of Ellington, Vol. 2 (1976)
- Echoes of Ellington (1978)
- Take Me Back to New Orleans (1980)
- Concert for the BBC (1982)
- Copulatin' Jazz: The Music of Preservation Hall (1993)
- Live at the BP Studienhaus (1997)
- Cornbread, Peas & Black Molasses (1999)
- The Big Chris Barber Band with Special Guest Andy Fairweather Low: As We Like It (2009)
- Chris Barber's Jazz Band, Chris Barber 1957–58 (2009)
- The Chris Barber Jazz & Blues Band, Barbican Blues (2009)
- The Big Chris Barber Band, Barber At Blenheim (2009)
- Chris Barber's Jazz Band with Sonny Terry & Brownie McGhee, Sonny, Brownie & Chris (2009)
- Chris Barber Memories Of My Trip (2011)